# Nuria Esparch

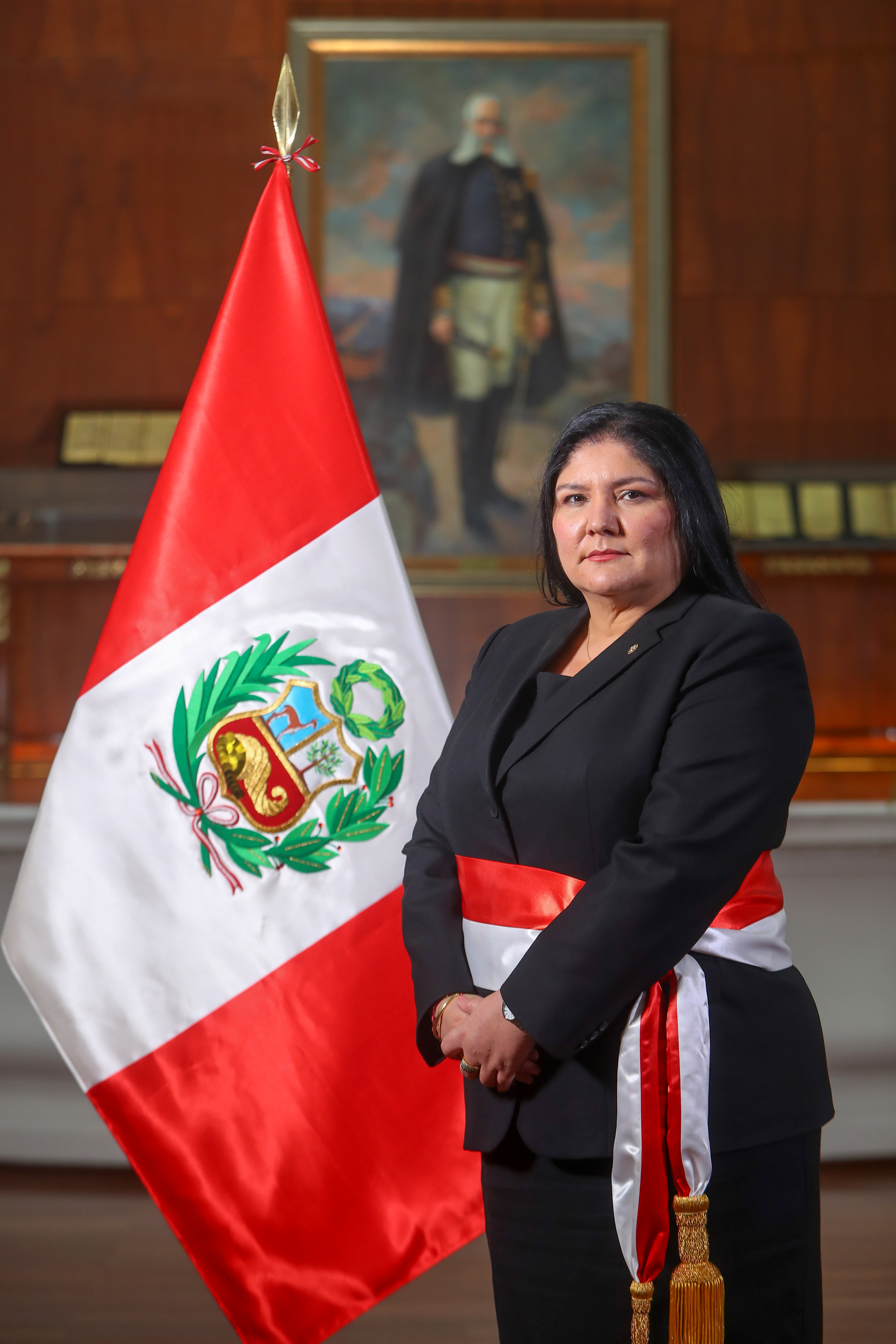
Ministra Nuria Esparch

Nuria del Rocío Esparch Fernández (Lima, 19 de janeiro de 1969) é uma advogada e política peruana que serviu como Ministra da Defesa do seu país de 2020 a 2021.

## Infância e educação
Esparch nasceu em Lima a 19 de janeiro de 1969. Ela estudou direito na Pontifícia Universidade Católica do Peru. Ela formou-se na Maxwell School of Citizenship and Public Affairs na Syracuse University com um Mestrado em Administração Pública em 2000.

## Carreira
Esparch ingressou no serviço público em 1997. Ela foi secretária geral nos ministérios da Agricultura e do Trabalho de 2001 a 2005 e actuou como assessora do Vice-Ministério do Interior de 2003-2004.
Ela foi nomeada Vice-Ministra de Assuntos Administrativos e Económicos pelo presidente Alan García em 2006. De 2008 a fevereiro de 2011, ela foi Presidente Executiva da Autoridade Nacional da Função Pública (SERVIR).
De 2014 a 2018, Esparch foi Gerente de Relações Institucionais da construtora Graña y Montero.
Esparch foi nomeada Ministra da Defesa pelo presidente interino Francisco Sagasti em 18 de novembro de 2020, a primeira mulher a ocupar o cargo. No final daquele mês, ela relatou que 10.000 membros das Forças Armadas do país estavam sendo treinados para entregar as vacinas COVID-19 assim que estivessem disponíveis.

## Prémios e honras
Esparch recebeu as mais altas distinções civis das Forças Armadas do Peru.